# Кагаров, Евгений Георгиевич
Евге́ний Гео́ргиевич Кага́ров (29.09.1882, Тбилиси — 13.03.1942, Ессентуки) — российский и советский историк, этнограф и филолог. Специалист в области древнегреческой религии. Профессор Харьковского (1914—1925) и Ленинградского (с 1927 г.) университетов, научный сотрудник Института антропологии и этнографии (с 1926 г.). Доктор этнографических наук (1934). Автор более 200 работ.

## Биография
Сын тифлисского мещанина армяно-григорианского вероисповедания. По окончании с золотой медалью Первой Тифлисской гимназии, где учился в 1893—1901 гг., поступил в Новороссийский университет, где учился в 1901—1906 гг. на историческом отделении историко-филологического факультета. Его главным учителем там стал профессор Эрнест Романович фон Штерн, по рекомендации которого он был оставлен на кафедре классической филологии для подготовки к профессорскому званию.
С 1904 года принимал участие в его раскопках на острове Березань. После сдачи магистерских экзаменов в 1909 году был направлен в научную заграничную командировку; был в Германии (Берлине, Галле, Лейпциге), Риме, Греции, посетил остров Крит.
В 1911 году был зачислен приват-доцентом родной кафедры, а в следующем году перевёлся на аналогичную должность в Харьковский университет. В 1913 году в Московском университете защитил магистерскую диссертацию «Культ фетишей, растений и животных в древней Греции». В 1914 году был избран профессором Харьковского университета. В 1919 году  в Харькове защитил докторскую диссертацию и был утверждён ординарным профессором.
В 1925 году переехал в Ленинград — заведовал в Ленинградском университете кафедрой этнографии; с 1926 года работал в Институте антропологии и этнографии АН СССР, где руководил кабинетом Европы и Кавказа. Также был научным сотрудником Музея антропологии и этнографии.
В 1926 году Е. Г. Кагаров был избран действительным членом Этнографической комиссии ВУАН. В 1925—1931 гг. — профессор этнографического отделения географического факультета ЛГУ; в 1931—1937 гг. — ЛИФЛИ; в 1934—1936 гг. — профессор кафедры северных языков Ленинградского государственного педагогического института имени А. И. Герцена; в 1937—1941 гг. — профессор Филологического факультета ЛГУ; в 1939—1942 гг. — профессор кафедры всеобщей истории Ленинградского государственного педагогического института имени М. Н. Покровского.
В марте 1942 года был эвакуирован из блокадного Ленинграда, но вскоре скончался.

## Основные публикации
- Новейшие исследования в области крито-микенской культуры // Гермес. 1909. № 17-20, СПб., 1910. 12 с.;
- Культ фетишей, растений и животных в Древней Греции. СПб., 1913. 326 с.;
- Основные идеи античной науки в их историческом развитии. Харьков, 1916. 52 с.
- Греческие таблички с проклятиями. Харьков, 1918. 81 с.;
- Религия древних славян. М., 1918. 72 с.;
- Монгольское «обо» и их этнографические параллели // Сборник МАЭ. 1927. Т. 6. С. 115-124;
- К вопросу о классификации народных обрядов // Доклады АН СССР. Сер. В. 1928. № 11. С. 247-254;
- Мифологический образ дерева, растущего корнями вверх // Доклады АН СССР. Серия В. 1928. № 15. С. 331-335;
- Состав и происхождение свадебной обрядности // Сборник МАЭ. 1929. № 8. С. 152-195;
- Классификация и происхождение земледельческих обрядов // Известия ОАИЭ при Казанском университете. 1929. Т. 34. Вып. 3-4. С. 189-196;
- Шаманский обряд прохождения сквозь отверстие // Доклады АН СССР. Серия В. 1929. № 11;
- О двойных антиподально расположенных изображениях духов в примитивном искусстве // Сборник МАЭ. 1930. Т. 9. С. 209-214;
- Народы СССР. Л., 1931. 104 с.;
- Шаманство и явления экстаза в греческой и римской религии // Известия АН СССР. Отделение общественных наук. 1934. № 5. С. 387-401;
- Общественный строй греков гомеровской эпохи // СЭ. 1937. № 4. С. 46-60;
- Пережитки первобытного коммунизма в общественном строе древних греков и германцев // Труды ИЭ. 1937. Т. 15. Вып. 1. 131 с.;
- К вопросу о культе онгонов // СЭ. 1940. № 4. С. 179-184;
- Калевала как памятник мировой литературы // Калевала. Карело-финский эпос / Перевод И.П. Бельского. Петрозаводск, 1940. С. 4-29[1].